# بدرو منديز
بدرو ميغيل دا سيلفا منديز، من مواليد 26 فبراير 1979 في غيمارياس في البرتغال، لاعب كرة قدم برتغالي.
بدأ مسيرته الكروية مع نادي فيلغويراس في موسم 1998/1999، ولعب معهم 31 مباراة وسجل هدفين، وفي عام 1999 انتقل إلى نادي فيتوريا غيماريش، ولعب معهم حتى عام 2003، وشارك معهم في 82 مباراة وسجل 7 أهداف، وفي موسم 2003/2004 انتقل إلى نادي بورتو، ولعب معهم 26 مباراة، وفي عام 2004 انتقل إلى نادي توتنهام هوتسبير الإنجليزي، ولعب معهم حتى عام 2006، وشارك معهم في 30 مباراة وسجل هدف واحد، وفي عام 2006 انتقل إلى نادي بورتسموث الإنجليزي ’ وشارك معهم في 58 مباراة وسجل 5 اهداف ’ وفي عام 2008 انتقل إلى نادي رينجرز الإسكتلندي’ وشارك في 35 مباراة وسجل 3 اهداف ’ ومنذ عام 2010 وهو يلعب مع نادي سبورتينغ لشبونة البرتغالي.
و قد لعب مع منتخب البرتغال لكرة القدم.

## وصلات خارجية
- بدرو منديز على موقع IMDb (الإنجليزية)
- بدرو منديز على موقع الاتحاد الدولي (مؤرشف)  (الإنجليزية)
- بدرو منديز على موقع قاعدة بيانات كرة القدم.إي يو (الإنجليزية)
- بدرو منديز على موقع ناشيونال فوتبول تيمز (الإنجليزية)
- بدرو منديز على موقع Soccerbase.com (لاعب) (الإنجليزية)
- بدرو منديز على موقع Soccerway.com (الإنجليزية)
- بدرو منديز على موقع عالم كرة القدم.نت (الإنجليزية)